# Вільям Сароян
Вільям Сароян (англ. William Saroyan; вірм. Վիլյամ Սարոյան; 31 серпня 1908, Фресно, Каліфорнія, США  — 18 травня 1981, Фресно, Каліфорнія, США)  — американський письменник вірменського походження. Дуже продуктивний прозаїк, що звертався до різних жанрів і тем: від своєї історичної батьківщини («Вірменин та вірменин») до пацифізму («Пригоди Веслі Джексона»). Був удостоєний  Пулітцерівської премії (1940), від якої відмовився, а також «Оскара» (1943) за найкращий сценарій («Людська комедія»). 

## Біографія
Народився 31 серпня 1908 року в місті Фресно (штат Каліфорнія), в бідній родині вірменських емігрантів. 
Розпочав свою трудову діяльність як листоноша.
Визнання прийшло до Сарояна після першої ж збірки оповідань «Відважний молодик на літаючій трапеції» (The Daring Young Man on the Flying Trapeze, 1934); герой однойменного оповідання  — безробітний юнак, що вмирає з голоду. 
Вільям Сароян написав понад півтори тисячі оповідань, дванадцять п'єс і близько десяти романів (деякі незакінчені). Одним з найкращих його творів вважається частково автобіографічна повість «Людська комедія»  (The Human Comedy, 1942). Також відомі його романи «Пригоди Веслі Джексона» (Adventures of Wesley Jackson, 1946) та «Мама, я тебе люблю» (Mama I Love You, 1956) та інші. 
1940 року вийшла друком збірка оповідань «Мене звуть Арам» (My Name Is Aram), 1944 року  — «Дорогий малюк» (Dear Baby). 
Як драматург Сароян заявив про себе п'єсою «Моє серце у горах» (My Heart's in the Highlands, 1939), про невизнаного юного поета, що все приймав близько до серця, та старого актора й музиканта, з його думками про минуле та майбутнє. 
У наступній п'єсі «Все ваше життя» (Time of your life, 1939) письменник у фантасмагоричних сценах, що розгортаються в таверні, змальовує колоритних персонажів, кожний з яких має власне уявлення про щастя. 
У «Вічно ніжній пісні любові» (Love's Old Sweet Song, 1940) описано ідилічне знайомство привабливої старої діви з Каліфорнії з комівояжером та сімейством з Оклахомської глушини. 
Ентузіазм молодості, її пориви  — теми, які особливо приваблювали Сарояна,  — пронизують п'єсу «Прекрасні люди» (The Beautiful People, 1941). 
1943 року була поставлена п'єса «Іди, старий» (Get Away, Old Man), в 1957  — «Печерні люди» (The Cave Dwellers). 
1972 року Сароян опублікував книгу спогадів «Місця, де я проводив час» (Places Where I've Done Time). 
Помер Сароян 18 травня 1981 року в його рідному місті Фресно від раку. Тіло Сарояна було кремовано, частину попелу було поховано у Фресно, а іншу частину, за заповітом, поховано у Вірменії в Пантеоні імені Комітаса поряд з Сергієм Параджановим. 

## Твори

### Оповідання
- «Відважний молодик на літаючій трапеції» (The Daring Young Man on the Flying Trapeze, 1934),
- «Вдих та видих» (1936),
- «Андранік Вірменський» (1936),
- «Маленькі діти» (1937),
- «Біда з тиграми» (1938),
- «Мене звати Арам» (1940),
- «Рок Ваграм» (1951),
- «Весь світ і самі небеса» (1956),
- «Вельветові штани»,
- «Сміх»,
- «60 миль на годину»,
- «Звідки я родом, там люди виховані»,
- «Співаки пресвітеріанської церкви»,
- «Перший день в школі»,
- "Читач " Всесвітнього альманаху "",
- «Гаррі»,
- «Піаніно»,
- «Повчальні казочки моєї батьківщини»,
- "Бідний опалений " араб "",
- «Літо білого коня»,
- «Поїздка в Ханфорд»,
- «Гранатова гай»,
- «Старомодний роман з любовними віршами і всім іншим»,
- «Філіппінець та п'яний»,
- «Апельсини»,
- «Війна»,
- «Перукар, у дядька, якому дресирований тигр відгриз голову».

### П'єси
- «Моє серце у горах» (1939),
- «Найкращі роки вашого життя» (1939, Пулітцерівська премія),
- «Печерні люди» (1939),
- «Проходь, старий» (1944),
- «Гей, хто-небудь» (1941),
- «Гравці в Пінг-Понг».

### Романи
- «Людська комедія» (1943, рос. пер. 1958),
- «Пригоди Веслі Джексона» (1946, рос. пер. 1959),
- «Мама, я тебе люблю» (1956, рос. пер. 1970),
- «Тату, ти збожеволів» (1957, рос. пер. 1964),
- «Хлопчики та дівчатка» (1963).

### Мемуари
- «Не вмирати», 1963,
- «Дні життя та смерті і втечі на місяць», 1970,
- «Місця, де я відбував термін», 1972.

## Українські переклади
- Людська комедія — Сумна історія. К., 1971;
- Моє серце у горах — Американська новела / Упоряд. В. Оленєва. К., 1976;

## Фільмографія
- 1967 — «Моє серце у горах» (режисер — Рустам Хамдамов)
- 1976 —"Моє серце у горах" (режисер — Левон Григорян)
- 2007 — Вигнання (режисер — Андрій Звягінцев)